# Fekete ház (Szeged)
A Fekete ház (Szeged, Somogyi utca 13. sz.) múzeumi kiállítóhely.

## Épülete
Mayer Ferdinánd kereskedő építtette 1857-ben az angol gótika szellemében és romantikus stílusban Gerster Károly tervei alapján. Nevét korábbi, erősen sötétszürke színéről kapta. 1860-65-ben ebben az épületben működött a belvárosi kaszinó önkényuralom-ellenes hangulatban. Nyaranta nőnevelde működött az épületben, majd helyet kapott itt a Szegedi Híradó szerkesztősége is. Később, 1917-19-ben a könyvtárszobában volt a Munkásotthon székhelye,  ebben az épületben alakult meg a Nemzeti Tanács 1918. október 22-én, ezért nevezte ezt a házat Juhász Gyula a szegedi Pilvaxnak. A kisajátítás után tanácsi bérlők költöztek be, 1985-től került a Móra Ferenc Múzeum tulajdonába.
A kereszteződés ahol az épület áll, egyedülállónak tekinthető Szegeden, hiszen mind a négy sarkán álló épület a 19. század közepén épült, vagyis túlélték az 1879-es szegedi nagy árvíz pusztítását. Városképi jelentőségük miatt mind a négy épület műemléki védettséget élvez.

## Szervezet
A Móra Ferenc Múzeum filiáléja.

## Gyűjteménye
A Fekete házban kapott helyet a Móra Ferenc Múzeum történeti, irodalomtörténeti és iparművészeti anyaga. A történeti gyűjtemény majd 10 000 muzeális tárgyból, több mint 40 ezer oldal dokumentumból áll, az irodalomtörténeti gyűjtemény 15 ezer tételt számlál, az iparművészeti anyag közel 1700 egység. Becses emlékei közt szerepel Szeged város Mátyás-kori pecsétnyomója, egy 17. századi keréklakatos puska, a puskaműves céh 18. századi serlege, Fejős Ferenc lakatos cégére 1902-ből.

### 46-osok fája
Található a gyűjteményben egy első világháborúból származó szederfa is, amely a Szegedről és környékéről toborzott 46. gyalogezredről kapta a nevét. Nevezik még doberdói fának is, a frontvonal helyszínére utalva. A fa a San Michele-hegyen állt, közel San Martino del Carso falucskához. A kopár karszt magaslaton egy templom mellett ált, amelyből az első isonzói csatát követő egy éven át tartó állóháború után csak kőhalom maradt, de a fa a rengeteg gránátrepesz, golyó ütötte sebek és perzselődések ellenére még 1916 tavaszán hajtott néhány levelet. Az fennsíkon folyó csaták egyéves évfordulójára készülve a 46-osok engedélyt kértek a hadtestparancsnoktól a fa kivágására, és hazaküldésére, amire József főherceg pozítívan válaszolt: „Egyetértek. Ez olyan becses relikvia, melyhez mint a legnagyobb kincshez ragaszkodom. Az én 46-osaim fája.”. A fát valamikor június végén, július elején vághatták ki, ekkor már nem élt. Július 4-én megtartották a megemlékezést a tartalékosok táborában (Segeti), amely során meg is szentelték. Zárt vagonban július 10-én érkezett Szegedre, ahol ünnepélyes keretek között fogadták.

## Állandó kiállításai
A Csongrád és Csanád megyék társadalma 1867-től 1945-ig című kiállítás céhes emlékeket, a polgári életmód emlékeit, a 19. század vezető iparágait (kender-, szalámigyártás, paprikafeldolgozás) mutatja be, egészen az egyetemalapításig.
A másik tárlat Buday György életét kíséri végig Kolozsvártól, Szegeden, Rómán át Londonig. Buday György, a neves fametsző illusztrátor (1907-90) részese volt a két háború közötti szegedi fiatalok mozgalmának, 1938-tól többnyire Londonban élt. Egyes korszakait színes és fehér-fekete nyomatai, grafikái, illetve metszetei elevenítik meg.
A harmadik állandó tárlat a divatot mutatja be a díszmagyartól a miniszoknyáig. Korabeli szabóműhelyeket, kalapos szalont és századfordulós próbafülkét is kialakítottak a Móra Ferenc Múzeum történeti kiállítóhelyén, a Fekete házban az "Így öltözködött a szögedi nemzet, a szabóipar dicsérete" című tárlaton. Mindezek mellett több mint száz fotó és húsz korhűen beöltöztetett bábu érzékelteti a divat folyamatos változását.
Számos időszakos kiállítással is megörvendezteti a múzeum a Szegeden élő és az ide látogató polgárokat, e kiállítások tárgya a múzeum honlapján követhető.

## Galéria

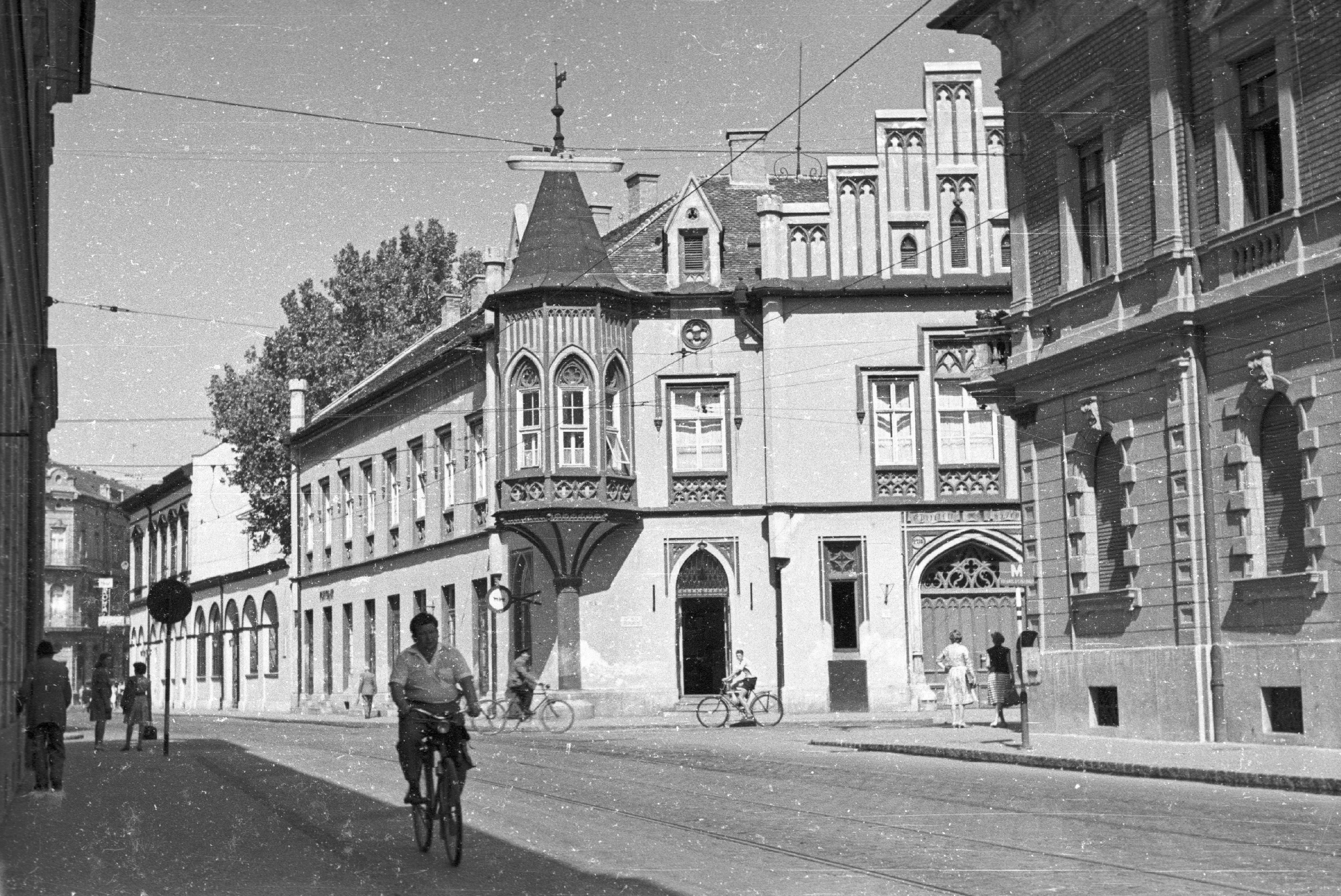
A Fekete ház 1961-ben
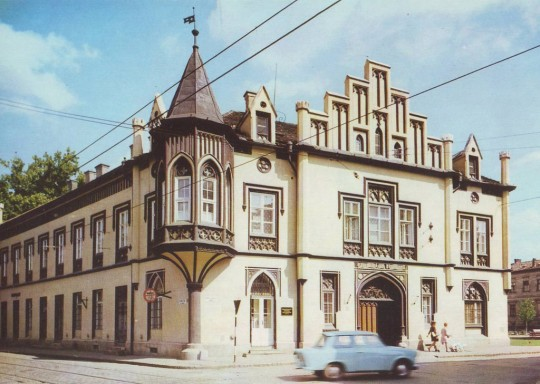
A Fekete ház az 1970-es években
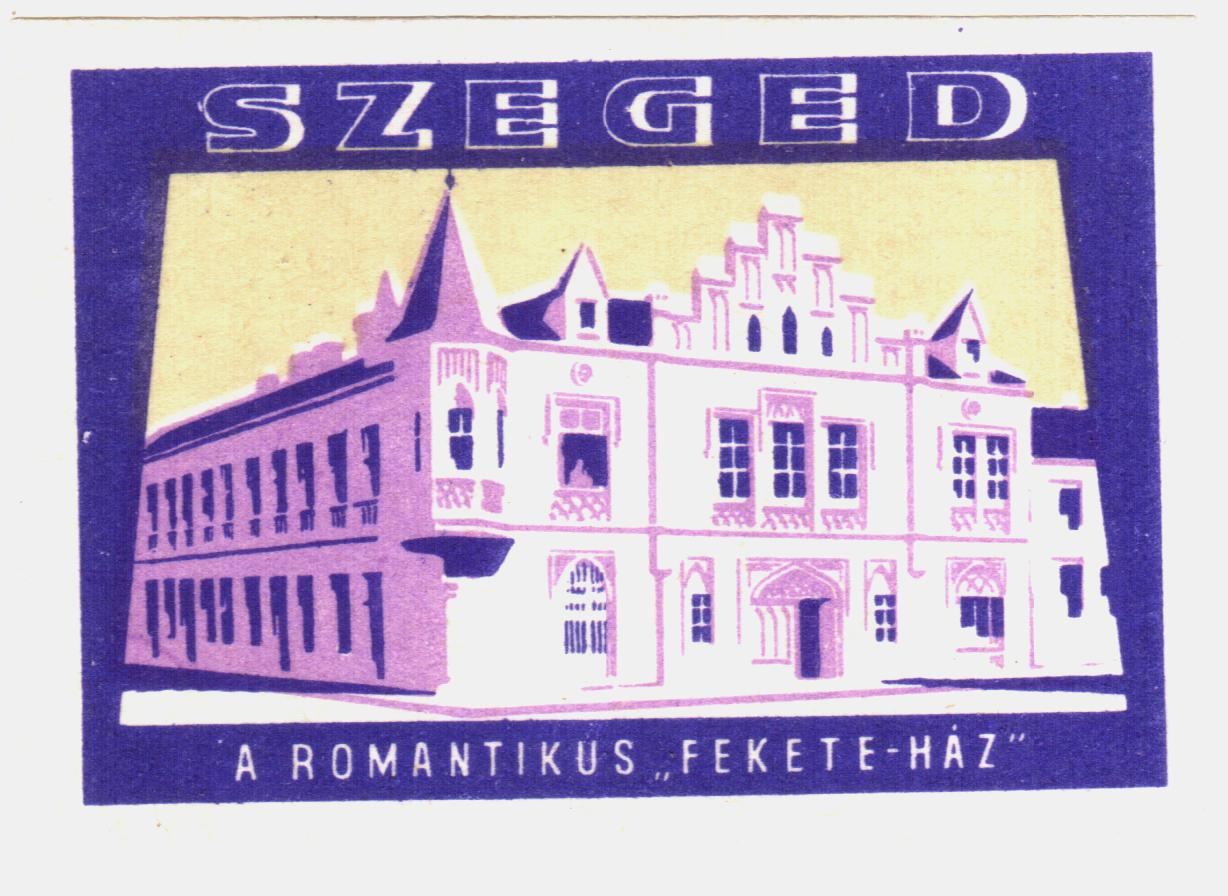
A Fekete ház gyufacímkén